# Brian Allan
Brian Allan (ur. 28 października 1971) – szkocki muzyk, przedsiębiorca, producent muzyczny, autor tekstów, wokalista i twórca projektów „Global One” i „Poland…Why Not?”. W 2002 roku podpisał umowę z wytwórnią EMI imprint (2K Sounds) w Los Angeles i przeniósł się do Kalifornii.
W 2004 roku Allan przeniósł się do Polski, gdzie założył zespół „Why Not?”. Kilka nagranych przez muzyków utworów trafiło na listy przebojów czołowych polskich radiostacji, m.in. „I still love you”, czy „On Christmas Day” nagrany z polskimi gwiazdami – utwór ten każdego roku znajduje się na świątecznej płycie wytwórni EMI. Allan jest także autorem utworu „Loving You” napisanego dla Edyty Górniak, który trafił na płytę E.K.G.(2007).
Brian Allan zaprosił do Polski kilku znajomych amerykańskich producentów muzycznych, aby podjąć współpracę z najzdolniejszymi i perspektywicznymi polskimi artystami i wypromować ich na rynkach zagranicznych. Projekt wkrótce przerodził się w „Poland…Why Not?”.

## Global One
Allan jest także autorem, będącego obecnie w trakcie realizacji, międzynarodowego projektu Global One. Inicjatywa skupia artystów z 25 krajów wokół jednej platformy muzycznej. Uczestniczą w nim m.in. Wei Wei (Chiny), Daniela Mercury (Brazylia), Kayah (Polska), Sonu Nigam (Indie), Ruth Sahanaya (Indonezja) oraz Lera Kudriawciewa i Siergiej Łazariew (Rosja).

## Rokket Music
W 2009 roku, wraz z Janem Weckströmem, Allan stworzył Rokket Music, niezależną, międzynarodową wytwórnię muzyczną.